# Herbert I (hrabia Maine)
Herbert I (ur. ok. 985 – 15 lutego 1036) – hrabia Maine, syn hrabiego Hugona III i jego żony, kobiety nieznanego pochodzenia.
Rządy Herberta (od 1014 r.) przypadają na okres osłabienia władzy królewskiej we Francji. Królewscy wasale uzyskali wówczas znaczną samodzielność. Herbert zaczął wówczas wybijać własne monety. Sam jednak musiał również iść na ustępstwa wobec własnych wasali. Ich wierność musiał okupić kolejnymi nadaniami ziemskimi oraz prawem do budowy własnych zamków.
Herbert był od początku wasalem potężnego hrabiego Andegawenii Fulka III Czarnego. W przymierzu z nim toczył wieloletnią wojnę z hrabią Blois Odonem II. 6 lipca 1016 r. między siłami Fulka i Odona doszło do decydującej bitwy pod Pontlevoy. Bliższy sukcesu był Odon, ale walczący po stronie andegaweńskiej Herbert w decydującym momencie zaatakował flankę wojsk Odona i rozstrzygnął bitwę na korzyść Andegawenia. Zwycięstwo Fulka oznaczało początek wieloletniego okresu pokoju w regionie.
Po tej bitwie Herbert rozpoczął starania o uniezależnienie się od Fulka. Służyć temu miało małżeństwo jego syna i dziedzica Hugona z córką hrabiego Blois. Herbert sprzymierzył się również z innym wrogiem hrabiego Andegawenii, hrabią Rennes. Konflikt narastał, wreszcie 7 marca 1025 r. Fulko pojmał Herberta w Saintes. Herbert przebywał w niewoli dwa lata, dopóki interwencja jego sojuszników nie przywróciła mu wolności. Po wyjściu z niewoli Herbert złożył hołd Fulkowi.
Herbert miał czworo dzieci:
- Hugon IV (zm. 26 marca 1051), hrabia Maine
- Biota (zm. 1063), żona Waltera III, pana de Vexin
- Paula, żona Lancelina I, pana de Beaugency
- Gersenda, żona Tybalda III, hrabiego Blois, i Alberta Azzo II, margrabiego Mediolanu